# Schizaphis jaroslavi
Schizaphis jaroslavi är en insektsart som först beskrevs av Alexandre Mordvilko 1921.  Schizaphis jaroslavi ingår i släktet Schizaphis och familjen långrörsbladlöss. Inga underarter finns listade i Catalogue of Life.